# Phylloxéra
Daktulosphaira vitifoliae
Espèce
Le phylloxéra de la vigne (Daktulosphaira vitifoliae) est une espèce d'insectes hémiptères de la famille des Phylloxeridae. C'est une variété de pucerons ravageurs parasites de la vigne, néobiotes venus de l'Est des États-Unis. Le terme de « phylloxéra » désigne également, par métonymie, la maladie de la vigne causée par cet insecte.

## Taxonomie
Asa Fitch décrit l'espèce en 1855 et la place dans le genre Pemphigus ; c'est Henry Shimer (en) qui crée pour elle en 1866 le genre Daktulosphaira. En France, la maladie est observée pour la première fois vers 1863 sur le plateau de Pujaut près de Roquemaure, dans le Gard ; en 1866, on la retrouve près de Bordeaux, dans les palus de Floirac ; l'insecte lui-même est trouvé par Félix Sahut le 15 juillet 1868, sur les racines de plants qu'il avait arrachés dans un vignoble de Saint-Martin-de-Crau chez M. de Lagoy,. Jules Émile Planchon, ignorant les noms déjà créés par les entomologistes américains, décrit et nomme l'espèce Rhizaphis vastatrix en 1868 ; puis, le Dr Signoret, entomologiste parisien à qui Planchon avait envoyé des spécimens, la place dans le genre Phylloxera, au voisinage de plusieurs autres vivant sur les feuilles de végétaux divers. Le nom Phylloxera vastatrix sera longtemps utilisé, et l'est encore parfois aujourd'hui.
En 1869, Victor Pulliat crée la Société régionale de viticulture de Lyon et prône par des conférences et des cours, le greffage sur porte-greffes résistants pour régénérer la vigne française attaquée par la maladie.
Il existe également un phylloxéra du poirier (Aphanostigma piri), endémique au Portugal, qui est apparu en France pour la première fois en 1945, et un phylloxéra du chêne (deux espèces très proches : Phylloxera quercus, Phylloxera glabra).

## Description
Le Phylloxéra est un minuscule insecte piqueur inféodé à la vigne, apparenté aux pucerons, doté d'un remarquable polymorphisme :
- les formes parthénogénétiques, femelles qui se reproduisent par parthénogenèse, sont aptères, de couleur allant du jaune au brun, d'une taille variant de 0,3 à 1,4 mm ; on distingue :
  - les formes gallicoles, qui vivent sur les feuilles ;
  - les formes radicicoles, qui vivent sur les racines.
- les formes sexuées, qui ne s'alimentent pas, sont dépourvues de pièces buccales :
  - femelles ailées, jaune d'or à ocre, aux ailes transparentes, mesurant de 2 à 3 mm ;
  - mâles aptères, long de 0,3 à 0,5 mm.

## Cycle biologique

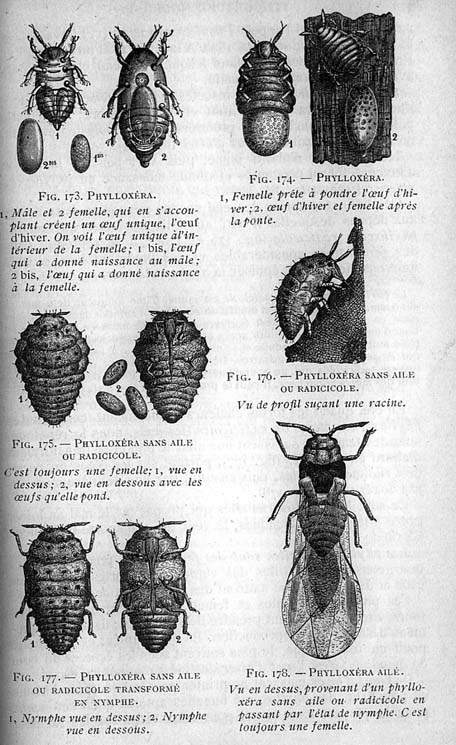
Le cycle de vie de l'insecte.

Il s'agit d'un cas de parthénogenèse cyclique avec plusieurs générations produites par parthénogenèse et une génération produite par reproduction sexuée avec fécondation chaque année. Les insectes mâles et femelles s'accouplent à la fin de l'été. La femelle pond sur les souches un œuf unique appelé œuf d'hiver. Cet œuf, d'abord jaune, puis vert pendant la saison d'hiver, éclot au printemps et donne naissance au phylloxéra aptère (ou sans ailes), qui est toujours une femelle. Dans la plupart des cas, ce phylloxéra aptère descend sur les racines de la vigne, aux dépens desquelles il vit, d'où son nom de phylloxéra radicicole ; mais il peut parfois aller sur les feuilles, faisant naître des galles (on parle alors de phylloxéra gallicole).
Le Phylloxéra radicicole est jaune. Il est muni d'un suçoir qu'il enfonce dans la racine pour en absorber la sève. Il, ou plutôt elle, subit trois mues en une vingtaine de jours, avant de devenir adulte et de se mettre à pondre entre 40 et 100 œufs, donnant tous, eux aussi, naissance à des femelles, sans qu'il y ait fécondation. Il s'agit d'un cas de parthénogenèse thélytoque. Ce cycle de vingt jours se reproduit à plusieurs reprises, donnant en tout cinq ou six générations.
En été, toutes ces femelles subissent une mue de plus et se transforment en nymphes, qui deviendront elles-mêmes des phylloxéras ailés. Ces phylloxéras ailés pondent à nouveau (sur les bourgeons et les feuilles des vignes), leurs œufs donnant cette fois-ci naissance à des mâles et à des femelles. Ces derniers ne vivent que quelques jours, juste le temps de s'accoupler et de produire l'œuf d'hiver évoqué plus haut.

## Dégâts causés à la vigne
L'infestation d'un cep de vigne non résistant par le Phylloxéra entraîne sa mort en trois ans. Ce sont les générations radicicoles de l'insecte — qui vivent sur les racines — qui sont dangereuses. Leurs piqûres sur les jeunes racines provoquent la formation de tubérosités, qui, par la suite, s'infectent et précipitent la mort du pied. Les générations gallicoles — qui vivent sur les feuilles sur lesquelles leurs piqûres provoquent la formation de galles — entraînent un jaunissement du feuillage, qui n'est pas mortel pour la plante.

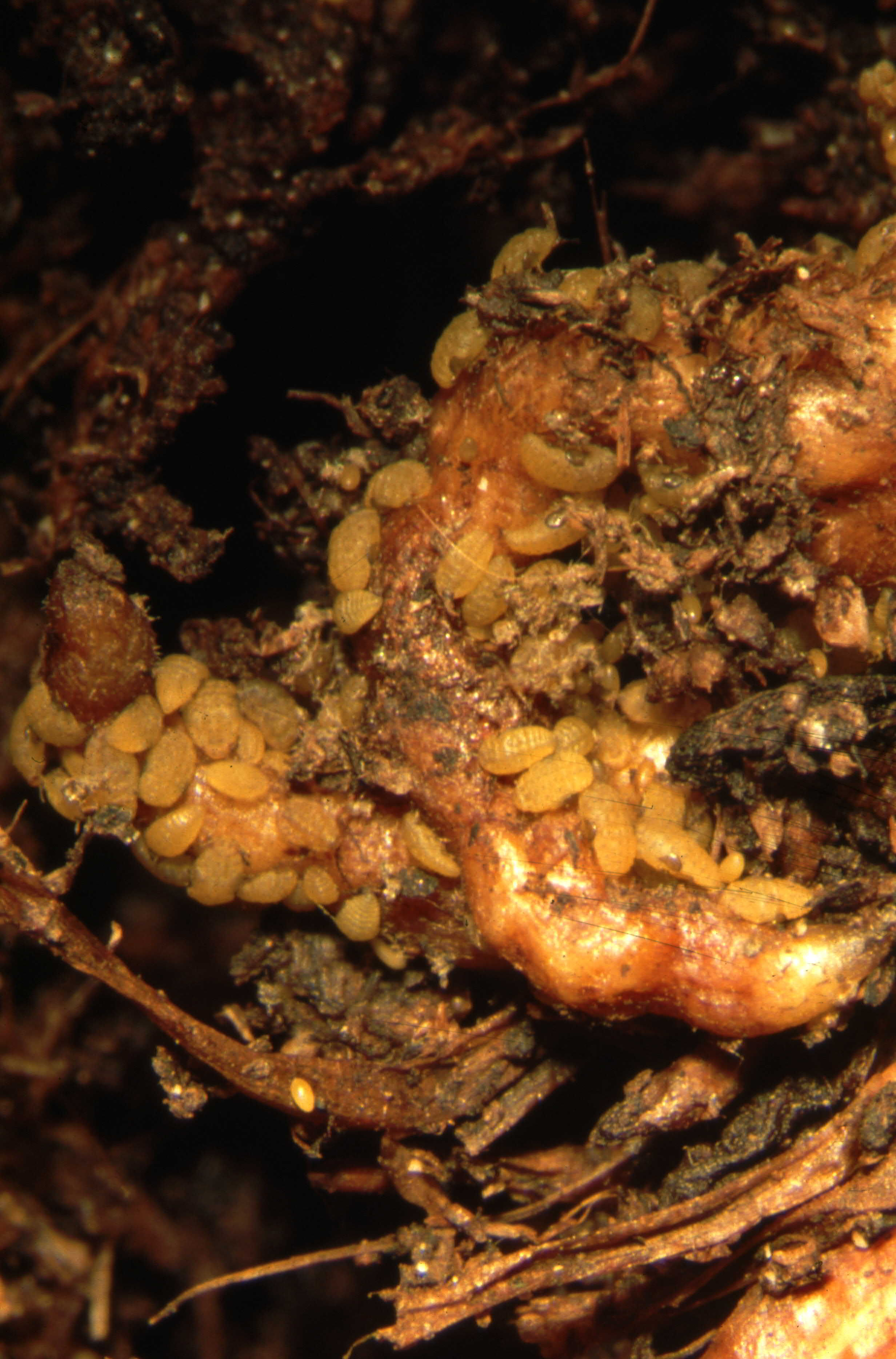
Larves de phylloxéra vivant sur des racines.
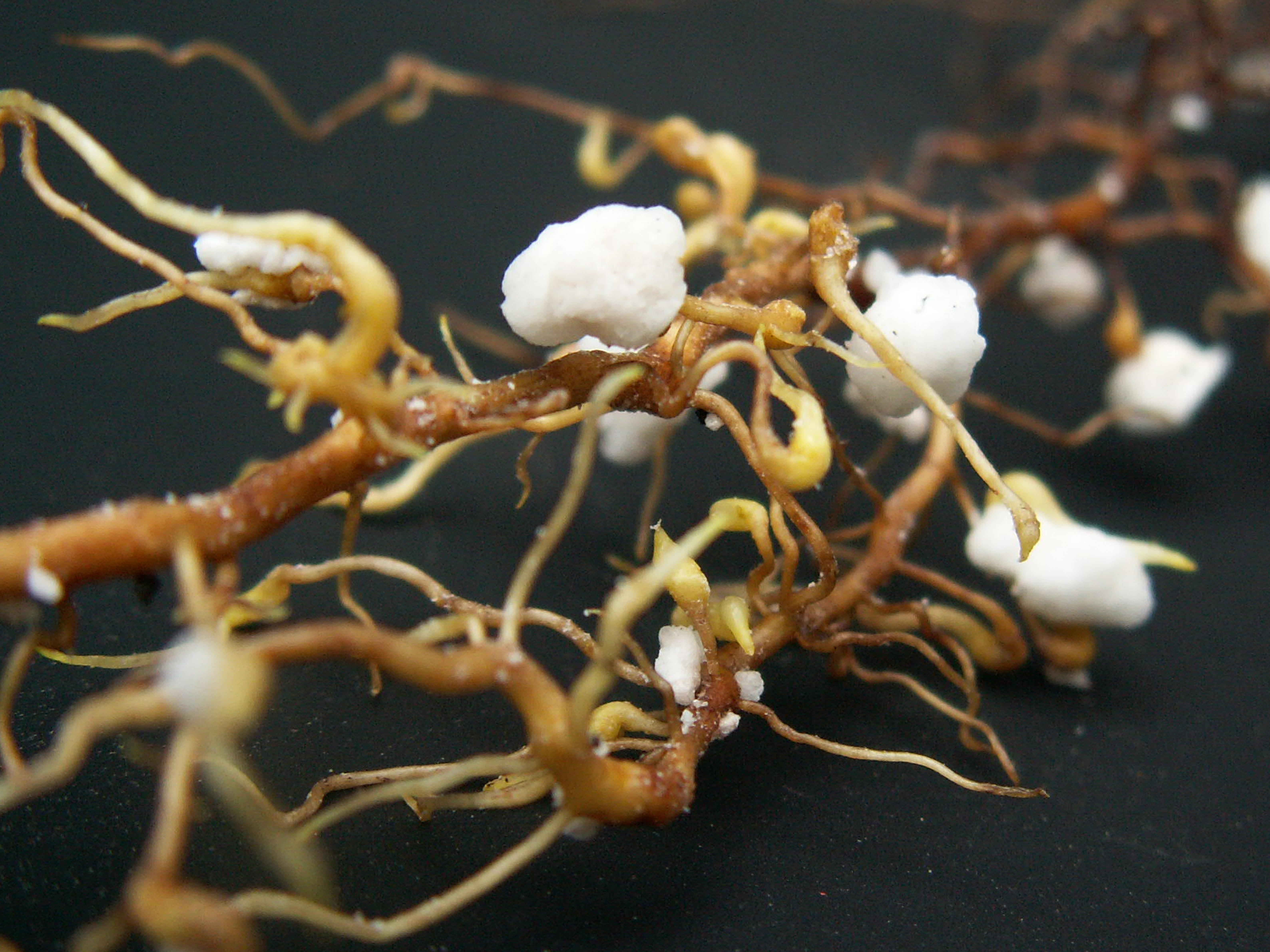
Tubérosités provoquées sur des racines par la maladie.
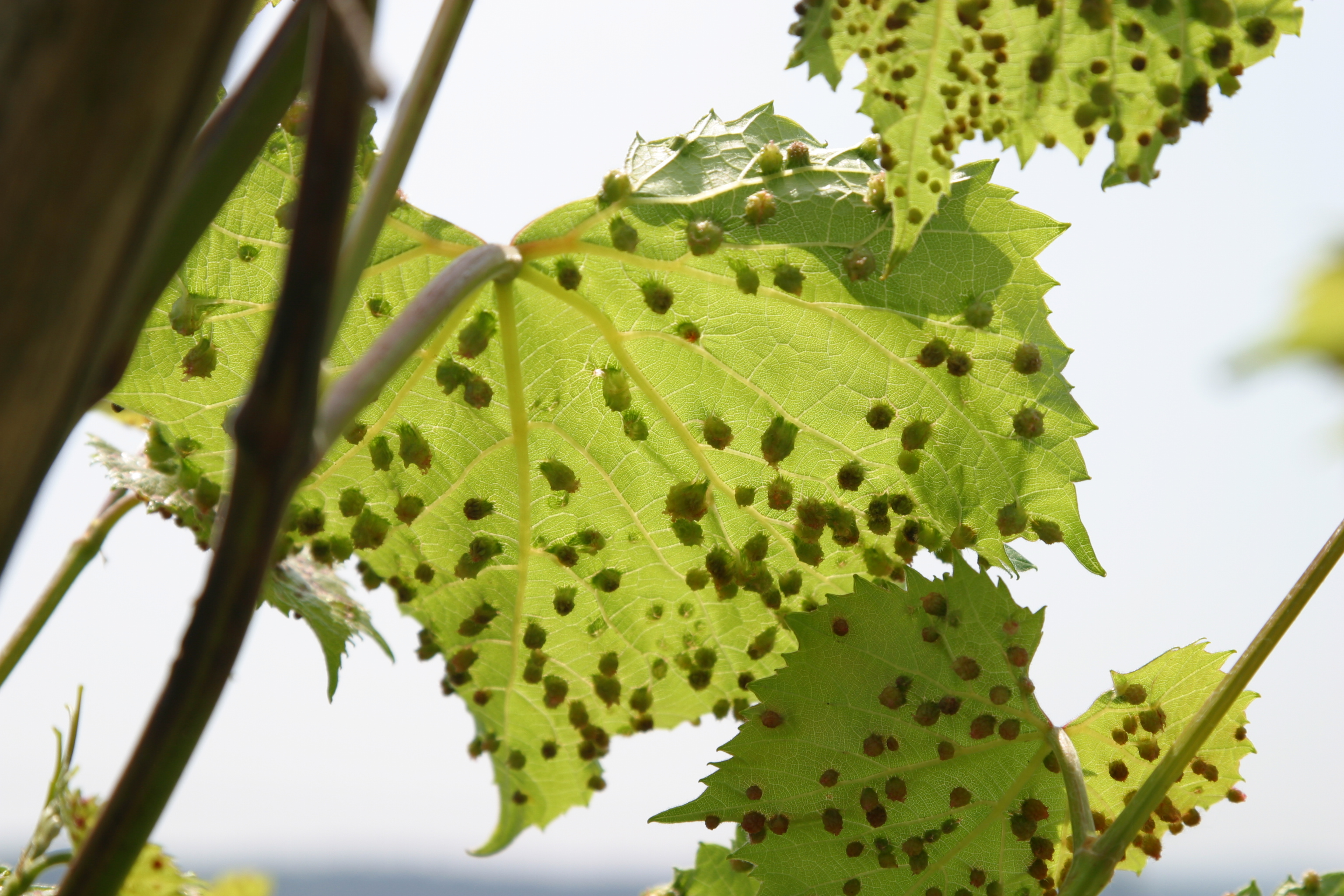
Galles de phylloxéra sur le dessous d'une feuille.

## Histoire
L'insecte originaire de l'Est des États-Unis  a provoqué une grave crise du vignoble européen à partir de 1864. Il a en effet fallu plus de trente ans pour la surmonter, en utilisant des porte-greffe issus de plants américains naturellement résistants au phylloxéra.

### Chronologie de l'invasion du Phylloxéra en Europe et dans le monde
Le Phylloxéra s'est d'abord implanté en France au XIXe siècle. Les premiers foyers d'infestation qui apparaissent ici ou là sont dus à l'imprudence de pépiniéristes ou d'expérimentateurs ; puis l'infestation s'étend en tache d'huile plus ou moins vite selon la densité des vignobles et l'influence des vents dominants, en moyenne 30 km/an.
Malgré les mesures imposées par les États européens pour contrôler les importations de ceps, le phylloxéra a progressivement infesté les vignobles du monde entier, n'épargnant que les vignobles plantés en terre sablonneuse et les plants américains résistants.

## Progression de l'invasion
- 1861/1863 :   première apparition du phylloxéra à Pujaut près de Roquemaure, dans le Gard (France) et dans une serre (où il est maîtrisé) à Hammersmith, Londres (Grande-Bretagne) ;
- 1865 :  deuxième foyer d'infestation à la Crau-Saint-Rémy Bouches-du-Rhône ;
- 1865 :  première infestation au Portugal (vallée du Douro) ;
- 1866 :  nouveau foyer en face de Bordeaux, à Floirac en Gironde ;
- 1868 :  identification par Planchon du puceron dévastateur, déjà identifié aux États-Unis en 1854 par Asa Fitch sous le nom de Pemphigus vitifoliae ;
- 1871 :  la zone infestée dans la vallée du Rhône forme un grand triangle qui atteint Cadarache à l'Est, Castries à l'Ouest et Tain-l'Hermitage au Nord ;
- 1871 :  premier foyer, à Pregny en Suisse, près de Genève ;
- 1872 :  nouveau foyer en France près de Cognac ;
- 1872 :  Klosterneuburg (Autriche) ;
- 1873 :  le phylloxéra apparaît en Californie ;
- 1874 :  première apparition en Allemagne près de Bonn ;
- 1876 :  nouveau foyer d'infestation à Orléans ;
- 1875 :  le phylloxéra s'étend à l'Autriche ;
- 1875 :  l'Australie est contaminée ;
- 1877 :  premières apparitions en Espagne à Malaga (Andalousie) et Gérone (Catalogne) ;
- 1878 :  extension du phylloxéra en Bourgogne[Note 1] ;
- 1879 :  découverte du phylloxéra en Italie, à Valmadrera, près de Côme ;
- 1880 :  deux nouveaux foyers italiens à Caltanissetta (Sicile) et Imperia (Ligurie) ;
- 1880 :  les colonies britanniques sud-africaines sont touchées ;
- 1884 :  les arrondissements d'Aurillac, de Brioude et d'Yssingeaux sont déclarés « phylloxérés » par le décret du 25 février puis c'est l'extension à toute l'Auvergne[6] ;
- 1885 :  première apparition en Algérie française à Mansourah, près de Tlemcen ; apparition sur des cépages importés d'Angleterre par le baron de Rothschild dans ses serres de Pregny (canton de Genève)[7] ;
- 1886 :  nouveau foyer en Algérie, à Philippeville (aujourd'hui Skikda) ;
- 1887 :  apparition du phylloxéra dans le sud de la Haute-Marne (Rivière-les-Fosses, Vaux-sous-Aubigny)[8] ;
- 1888 :  le phylloxéra atteint le Pérou ;
- 1890 :  la Champagne est atteinte à partir de l'Aisne (Trélou, près de Dormans)[9] ;
- 1894 :  le vignoble de Champagne est atteint ;
- 1905 :  extension à la Tunisie ;
- 1914 :  la Mandchourie est atteinte ;
- 1919 :  le Maroc est atteint ;
- années 1970 :  le vignoble californien connaît des attaques de la forme mutante biotype B ;
- 1980 :  la région de Tokat en Turquie est atteinte (cépage Narince « franc de pied ») ;
- 2006 :  la Yarra Valley, dans l'État australien de Victoria, est atteinte.

### La crise du phylloxéra en France

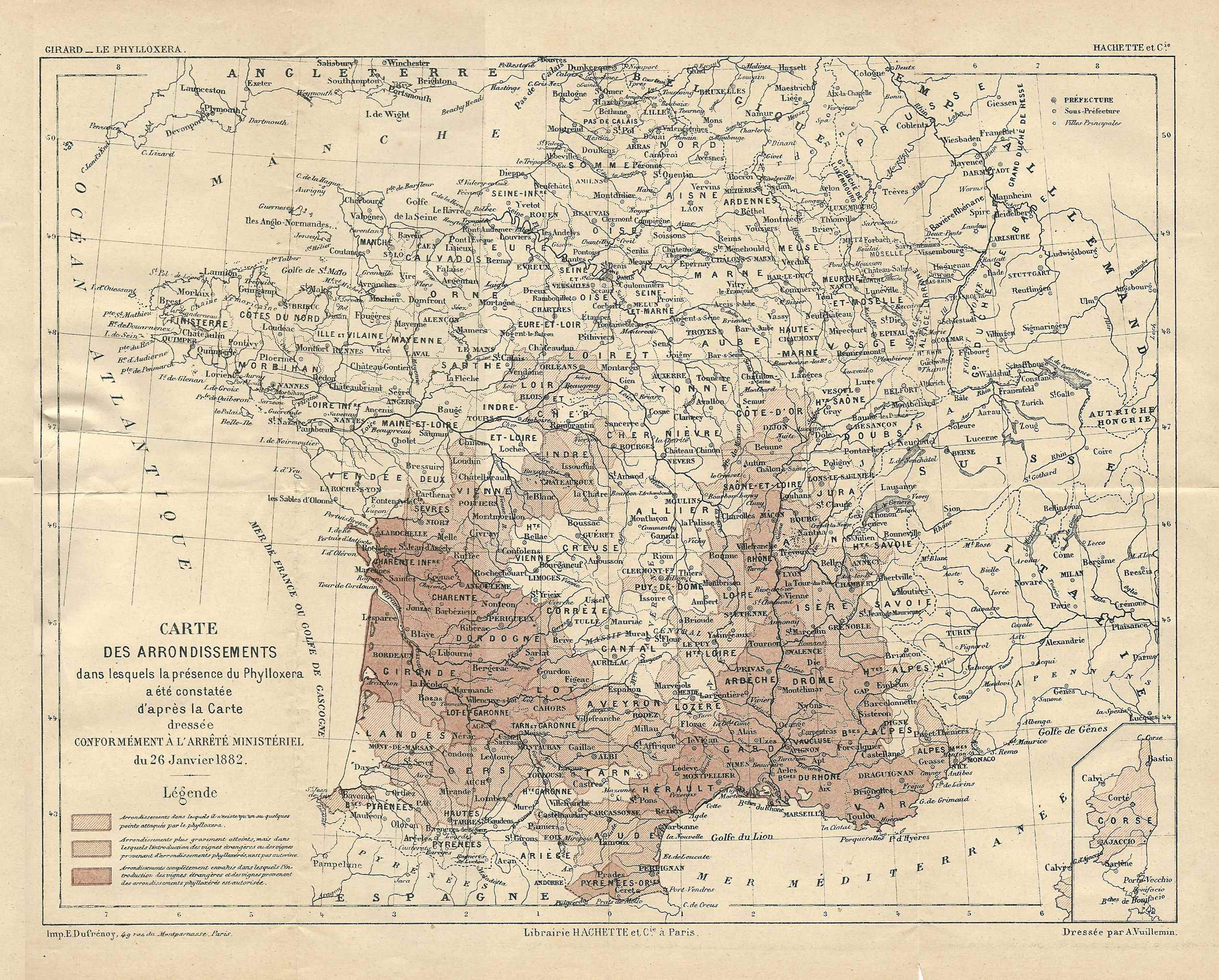
Carte de l’extension du Phylloxéra en France, en 1882.

L’invasion touche le Bas Languedoc et la Provence au cours des années 1870, les Charentes, puis le Beaujolais, la Loire moyenne, la Haute-Saône dans les années 1880, la Champagne, les Vosges, la Meurthe-et-Moselle après 1890.
La lutte s’organise  à partir des années 1870.
- par traitement de produits sulfurés, coûteux et parfois désastreux, car tuant les ceps traités, sur une superficie totale de 49 720 hectares;
- par submersion des pieds de vigne qui détruit l'insecte et ses œufs, méthode plus efficace et moins onéreuse mais d’une application limitée aux vignobles de plaine au sol imperméable et disposant d’un système d’irrigation pour une superficie totale de 36 200 hectares;
- par greffage des espèces françaises sur des plants américains résistant aux pucerons, solution plus généralement adoptée pendant une vingtaine d’années à partir de 1877, quand le gouvernement français décide d’accorder des exonérations fiscales pour les vignobles nouvellement plantés. La  superficie replantée en 20 ans au total de 962 000 hectares atteint jusqu'à 92 % du vignoble de l'Hérault, 89 % de celui de l'Aude, proportion moindre dans d'autres régions.

Après un maximum de 84 millions d’hectolitres en 1875, la production annuelle s’effondre à 23,2 millions en 1889 puis redémarre à partir de 1890 grâce à l’amélioration du rendement des nouveaux cépages et atteint 52,9 millions sur la période 1901-1905.
La surface du vignoble cesse de reculer après 1897.
Cette crise entraîne la disparition du vignoble d'Île-de-France.
La destruction d'une partie du vignoble français amène le développement de la viticulture en Algérie avec l'immigration et l'installation de viticulteurs du Languedoc, dans les plaines du "Tell" et les coteaux du littoral.
La fin de la crise et les importations massives de vins d'Algérie entraînent une surproduction et l'effondrement du prix de 38,2 F l’hectolitre au cours de la période 1881-1885 à 17,5 F au cours de la période 1901-1905.

### Vignobles épargnés par l'invasion

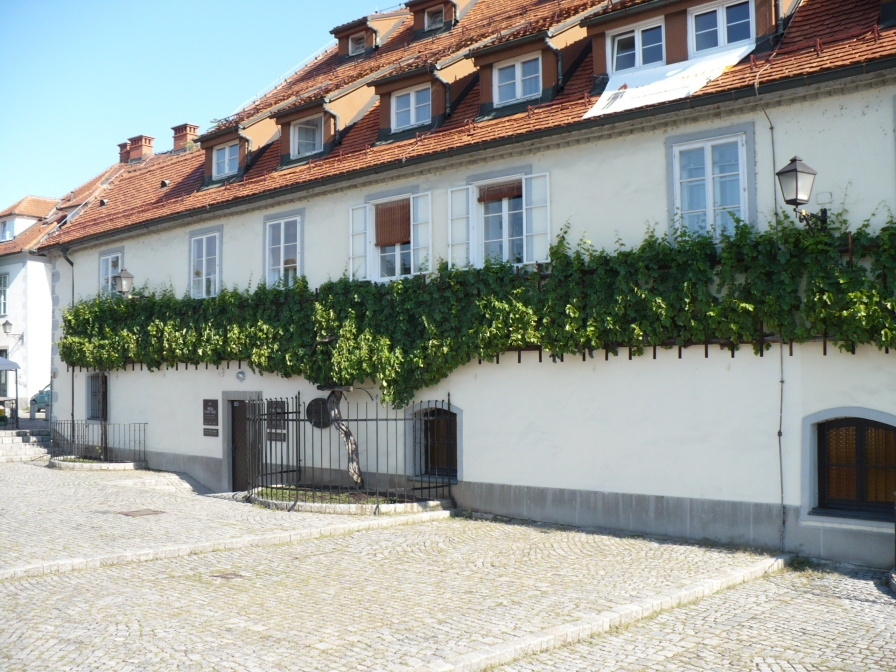
La stara trta de Maribor (Slovénie) en 2007.

Parmi les vignobles ayant résisté à la maladie, il y a, dans la vallée de la Barossa en Australie, celui de Langmeil dont les shiraz ont été plantées en 1843. La Barossa Old Vine Charter a été établie pour protéger les vieilles vignes de la région et empêcher leur arrachage.
En France, la vigne de Sarragachies (ou « vigne de la Ferme Pédebernade »), située dans le Val d'Adour près du piémont pyrénéen à Sarragachies (Gers) est l'une des plus anciennes vignes de France (la plantation des ceps remonterait aux environs de l'année 1820, soit près de 200 ans). Située au cœur de l'appellation côtes-de-Saint-Mont, elle conserve des cépages non greffés endémiques au piémont pyrénéen ayant résisté à la crise du phylloxéra à la fin du XIXe siècle. Cette vigne a été inscrite au titre des monuments historiques en 2012. Il s'agit de la première vigne protégée à ce titre en France. En Aveyron, dans le vignoble de Marcillac, le Domaine du Mioula exploite également une vigne épargnée par le phylloxera qui a touché l'appellation en 1893.
La maison Bollinger, en Champagne, produit une cuvée Vieilles vignes françaises à partir d'un vignoble épargné par le phylloxéra. Ces vignes de pinot noir sont franches de pied (pied de vigne planté directement, sans porte-greffe), conduites en foule et travaillées manuellement. Cette cuvée n'est commercialisée que millésimée (souvent aux alentours de 1 000 €) et permet de retrouver le goût du champagne tel qu'il était au XIXe siècle,.
Entre la Camargue et les laves volcaniques d'Agde, le rivage est uniquement composé de sables d'origine marine et éolienne. Ils sont dépourvus d’argile et de limon. Ici, le phylloxéra n'attaque pas les ceps de vigne car le sable, par sa structure et sa mobilité, empêche par écrasement les formes radicicoles de descendre vers les racines. Profitant de cette situation exceptionnelle, le domaine de Vassal, à Marseillan, abrite le Conservatoire mondial des ressources génétiques de la vigne de l'INRA. C'est une collection unique au monde de 2 250 cépages qui participe au maintien du patrimoine génétique viticole international.
Au Portugal, une parcelle de vigne, dans la vallée du Douro, a été elle aussi préservée du phylloxéra. Dénommé O Nacional, ce vignoble couvre 2,5 hectares et produit le rarissime Porto Vintage Noval Nacional.
On trouve à Maribor, en Slovénie, une vigne plantée il y a 400 ans. Cette stara trta (« vieille vigne » en slovène) ne produit que 35 à 55 kilos de raisins par vendange. Son vin est conditionné dans une centaine de bouteilles mignonnettes,.
Des vignes comparables, cultivées dans la lave du Vésuve, se trouvent en Campanie, à Tramonti[réf. nécessaire].

### État actuel de l'épidémie
Depuis la reconstitution du vignoble, cet insecte ravageur n'a plus qu'une importance secondaire. Les vignobles du monde sont en effet constitués de plants greffés pour la plupart, ou bien sont plantés dans du sable. Parmi les vignobles "francs de pied", ceux du Chili sont toujours épargnés, mais le 1er décembre 2006, l'insecte a été détecté dans la Yarra Valley, dans l'État australien de Victoria, ainsi qu'en Nouvelle-Zélande, et d'autres découvertes ont suivi en décembre 2008 en Australie.
Le phylloxéra aux États-Unis, son pays d'origine, a longtemps été considéré comme partie négligeable dans le dépérissement des vignobles. À tel point que, dans un état comme la Californie, une grande partie du vignoble, jusqu'à la fin du XXe siècle, avait ses vignes toujours plantées franches de pied à l'exemple de Central Valley où le vignoble ne comportait que des plants racinés de Vitis vinifera. C'est seulement dans la Napa Valley et la Sonoma Valley, où l'insecte térébrant était actif, qu'il était nécessaire d'utiliser des porte-greffes. Le choix s'était porté sur l'Aramon x Rupestris ganzin n l, dit A x RI aux États-Unis. En dépit des avertissements des plus grands spécialistes mondiaux, dont le professeur Denis Boubals de l'ENSAM, dénonçant son peu de résistance face au phylloxéra, il fut utilisé massivement, à tel point que, dans les années 1980, il devint le porte-greffe dominant, sinon unique. Dix ans plus tard, les attaques phylloxériques prirent une telle ampleur qu'elles mirent en danger l'ensemble du vignoble de qualité californien.

## Moyens de lutte utilisés
Viticulteurs et scientifiques se sont d'abord trouvés complètement désarmés devant les désastres occasionnés par l'insecte. L'expérience a rapidement prouvé que les vignes plantées en terrain sablonneux résistaient au phylloxéra (le sable, par sa structure et sa mobilité, empêchant par écrasement les formes radicicoles de descendre vers les racines), mais on pouvait difficilement envisager de transplanter tout le vignoble en terre sablonneuse. On a donc essayé, souvent de façon empirique, des traitements divers (« submersionistes », « sulfuristes », « américanistes » ou « hybrideurs ») aux résultats plus ou moins heureux :
- le badigeonnage des souches, afin de détruire l'œuf d'hiver, avec un mélange d'eau, de chaux vive, de naphtalène brut et d'huile lourde de houille. Encore pratiquée au début du XXe siècle, cette technique ne s'est pas révélée très efficace ;
- le traitement par le sulfure de carbone (procédé de l'agronome Paul Thénard) : on introduit dans le sol, à l'aide d'appareils spéciaux, une certaine quantité de sulfure de carbone, liquide très volatil dont les vapeurs vont tuer l'insecte. Le produit était injecté dans le sol à l'aide d'une charrue sulfureuse ou d'un pal injecteur (pal Vermorel). La méthode était assez efficace, mais trop longue et trop coûteuse, tout comme le traitement par le sulfocarbonate de potassium[23], qui consistait à creuser une cuvette autour du cep et à y verser une solution liquide ;
- le traitement par submersion : on noie le vignoble sous une couche d'eau qui va asphyxier et tuer l'insecte. Excellente méthode certes, mais ne pouvant s'appliquer qu'aux terrains irrigables, autrement dit les moins propices aux vignobles de qualité ;
- l’hybridation de cépages européens avec des vignes américaines résistantes[7] ;
- la plantation de vignes américaines, dont on s'était aperçu que les vignes de la côte Est étaient immunisées contre le phylloxéra.

Cette dernière méthode était difficilement envisageable, car elle aurait conduit à la perte de tous les cépages français de qualité. Mais elle contenait en germe la bonne solution : utiliser les plants américains comme porte-greffe, technique toujours utilisée aujourd'hui pour se prémunir du phylloxéra.
De nombreuses recherches sur des greffons américains ont été conduites au château des Creissauds, à Aubagne, par M. Marius Olive entre 1870 et 1885 et à l'École nationale supérieure agronomique de Montpellier sur le domaine de la Gaillarde. Ces recherches furent l'objet de très nombreuses publications et manuels de lutte contre le phylloxéra. La replantation de porte-greffes américains et d’hybrides producteurs directs permet à partir des années 1870 la reconstitution des vignobles adaptés à la mécanisation grâce à la réalisation de rangs de vigne ou de palissage.

## Phylloxéra dans l’art

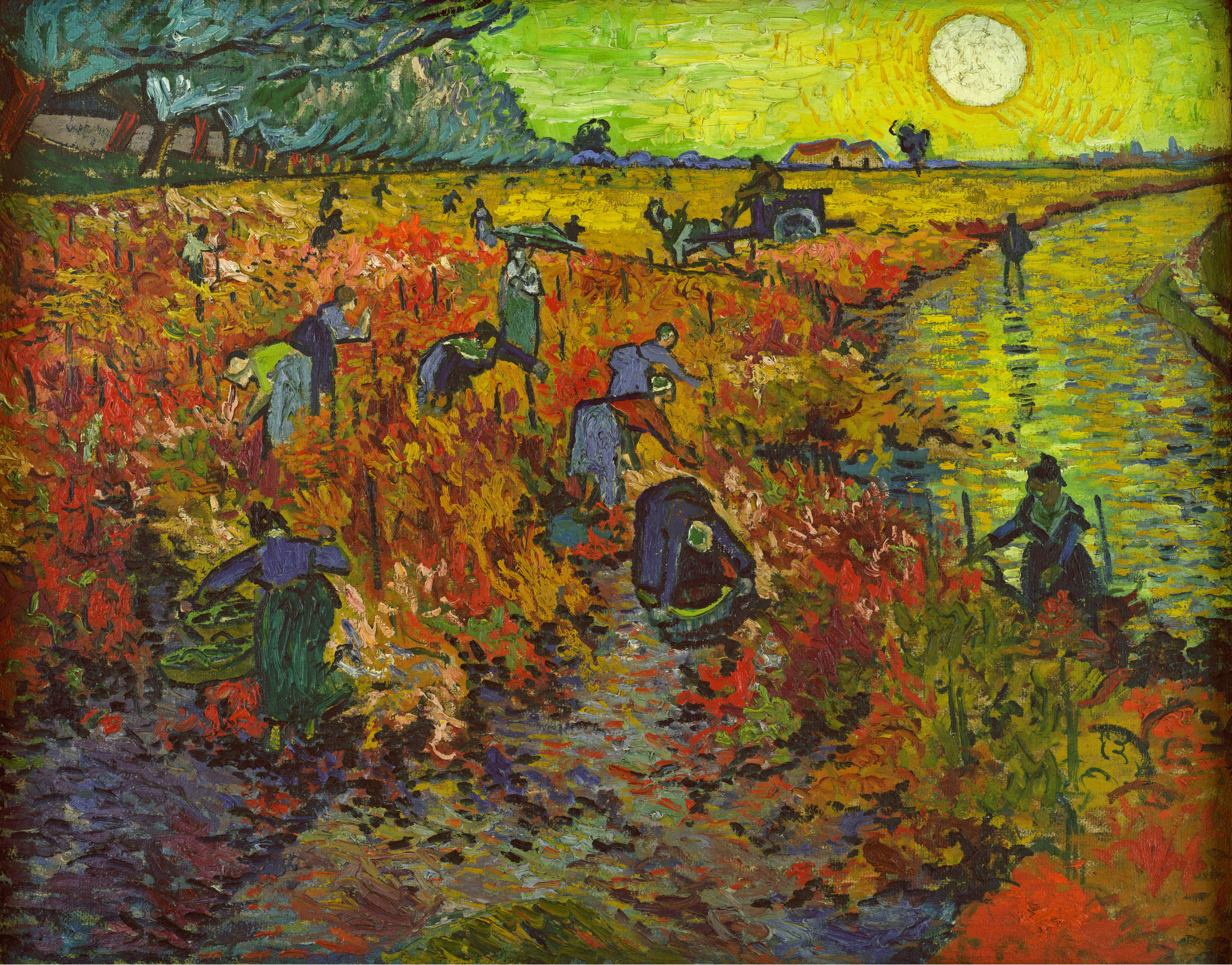
La Vigne rouge, Vincent van Gogh, 1888.

Vincent van Gogh peint La Vigne rouge en 1888. La teinte rouge et jaune des feuilles pendant les vendanges est inhabituelle, elles sont encore vertes lorsque la maturité du raisin est en cours. L'affaissement des rameaux sur le sol peut être un témoin de la faiblesse des ceps. Cela pourrait représenter un signe de la progression de l’épidémie. En 1875, la production viticole française atteint 84,5 millions d’hectolitres. Elle chute à 23,4 millions en 1889, un an après la réalisation du tableau.